# Eszeweria

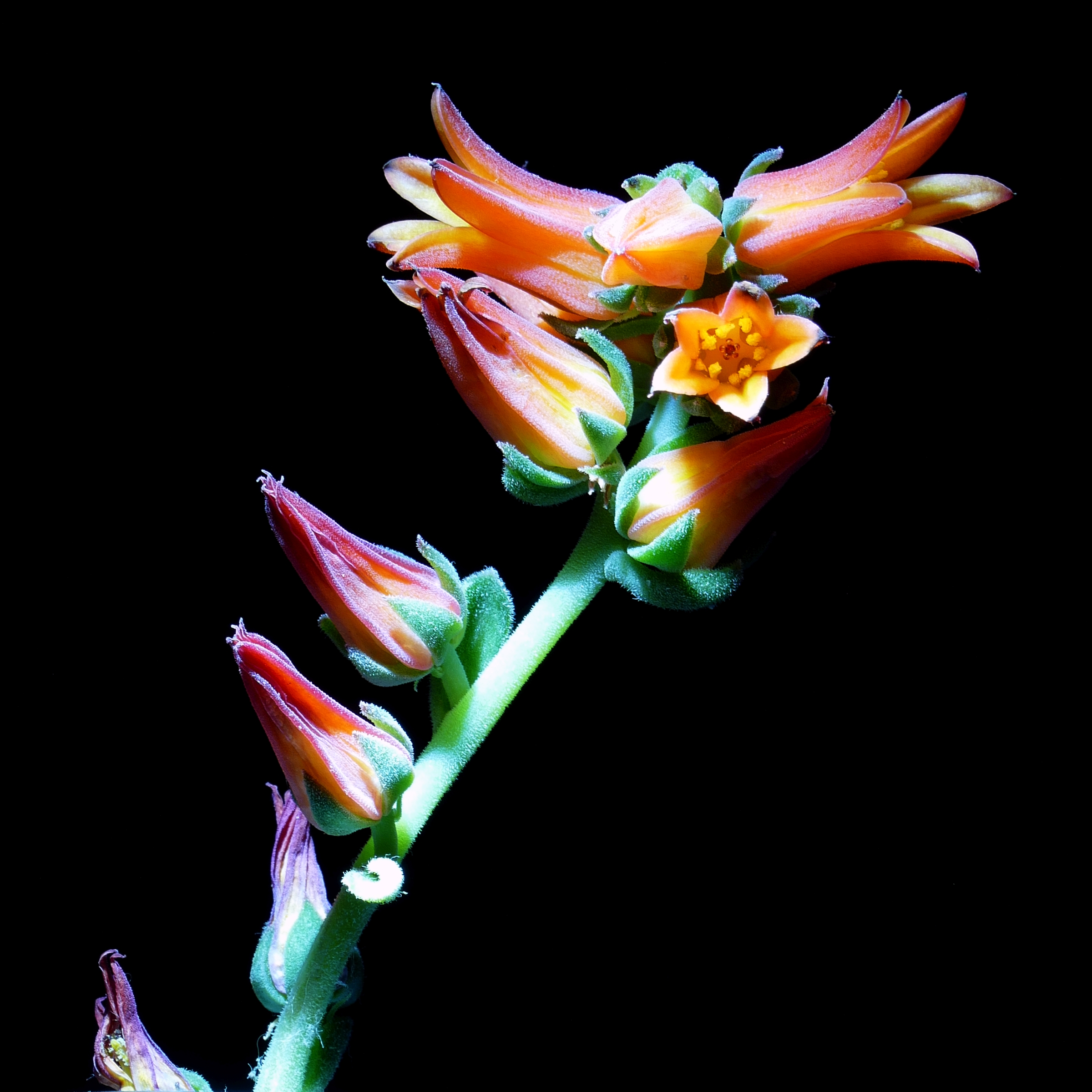
Kwiatostan Echeveria elegans

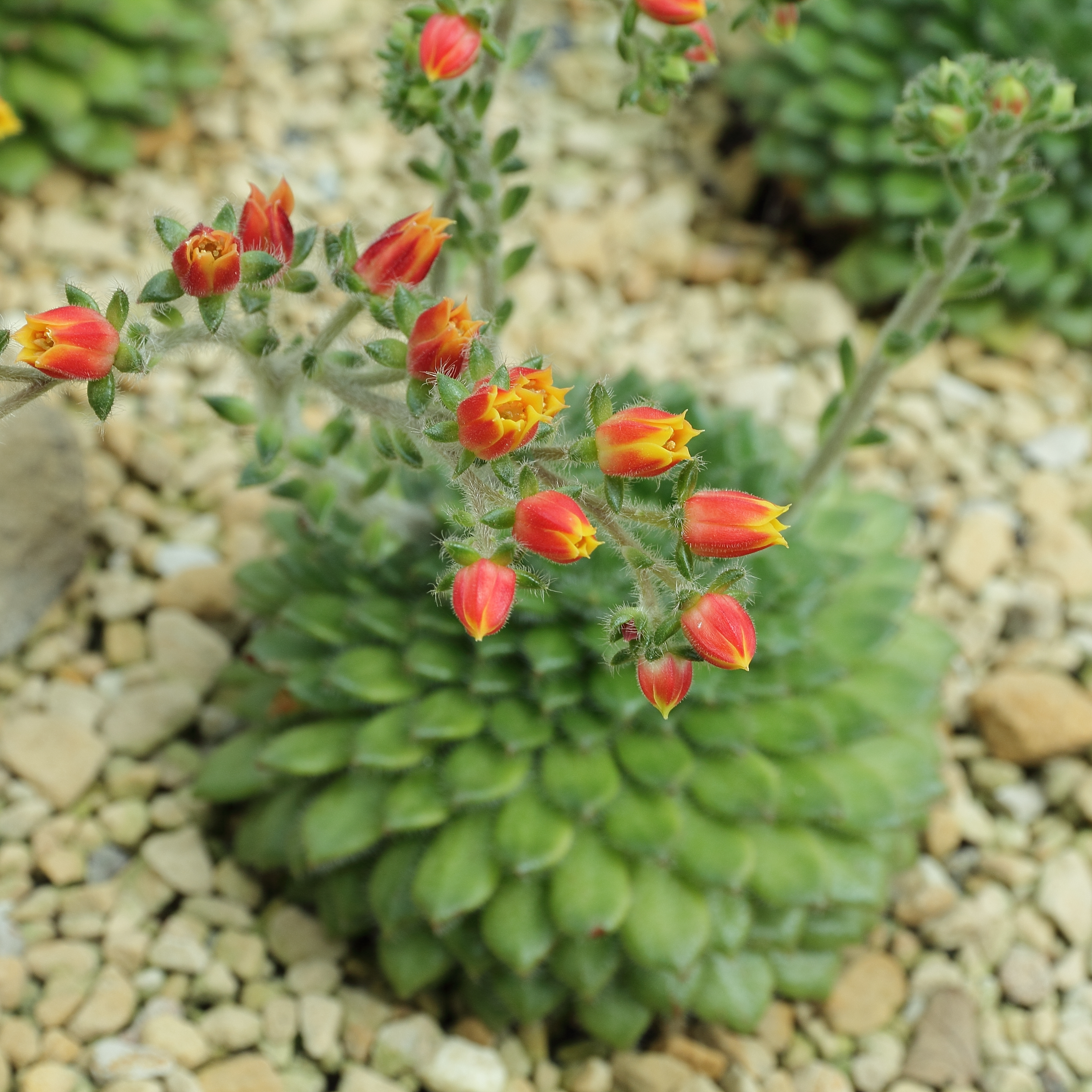
Echeveria setosa

Eszeweria (Echeveria DC.) – rodzaj roślin należący do rodziny gruboszowatych. Obejmuje 199 gatunków. Rośliny te występują w południowej części Ameryki Północnej (od Teksasu po Panamę) oraz w zachodniej części Ameryki Południowej (od Wenezueli po północną Argentynę. Rodzaj najbardziej zróżnicowany jest w Meksyku. Liczne gatunki i mieszańce uprawiane są jako rośliny ozdobne.

## Systematyka
Synonimy

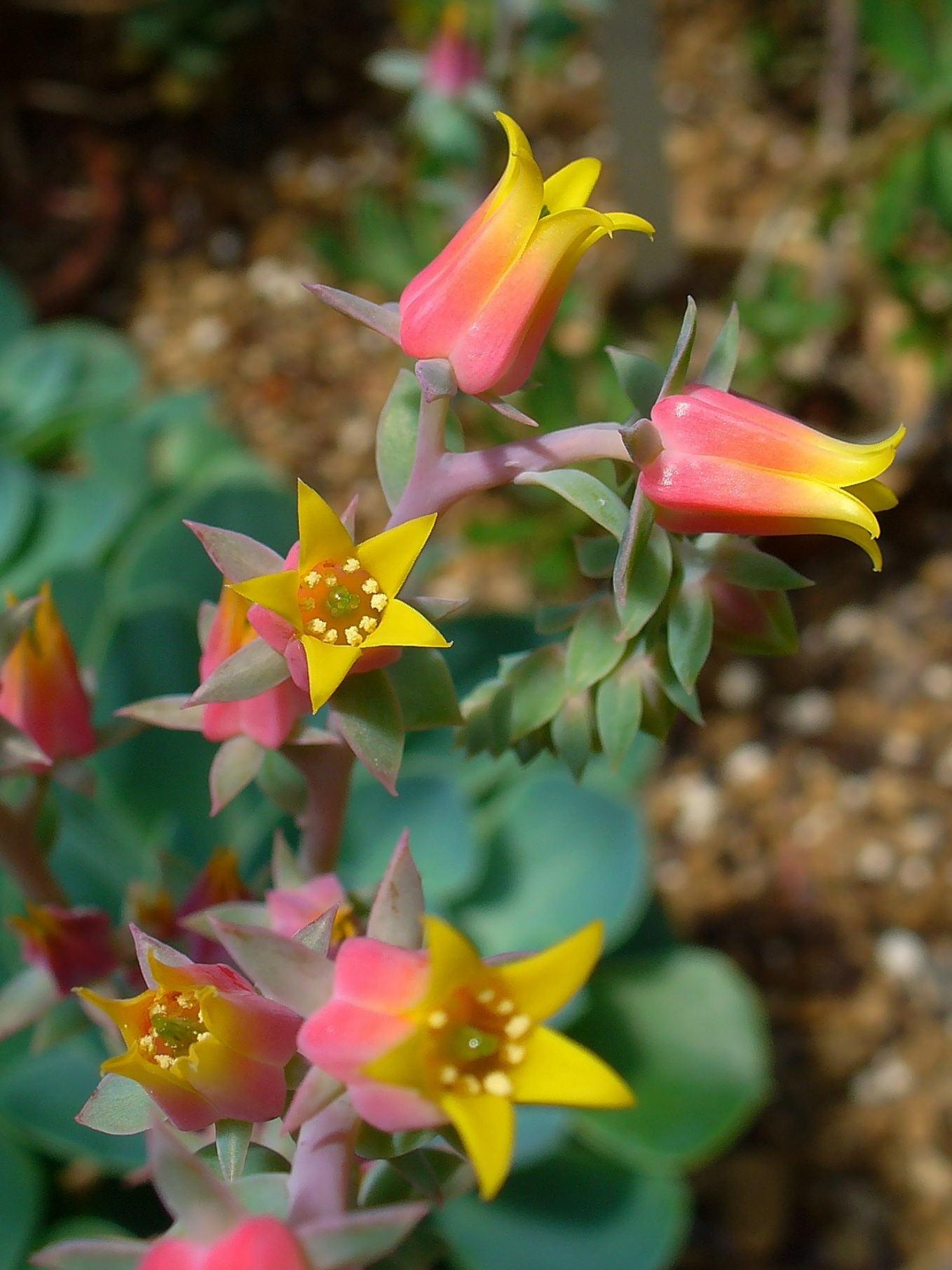
Echeveria secunda

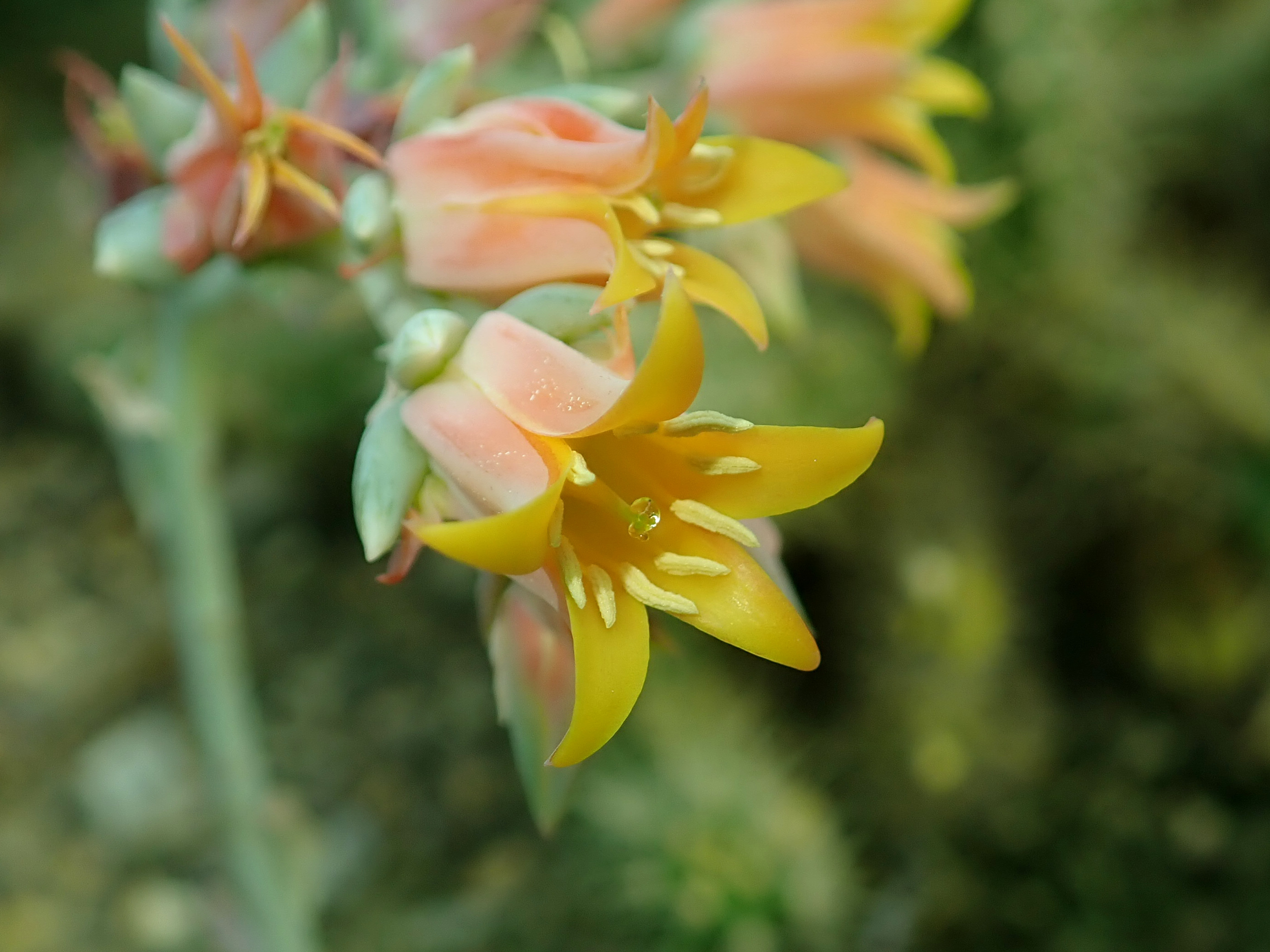
Echeveria runyonii

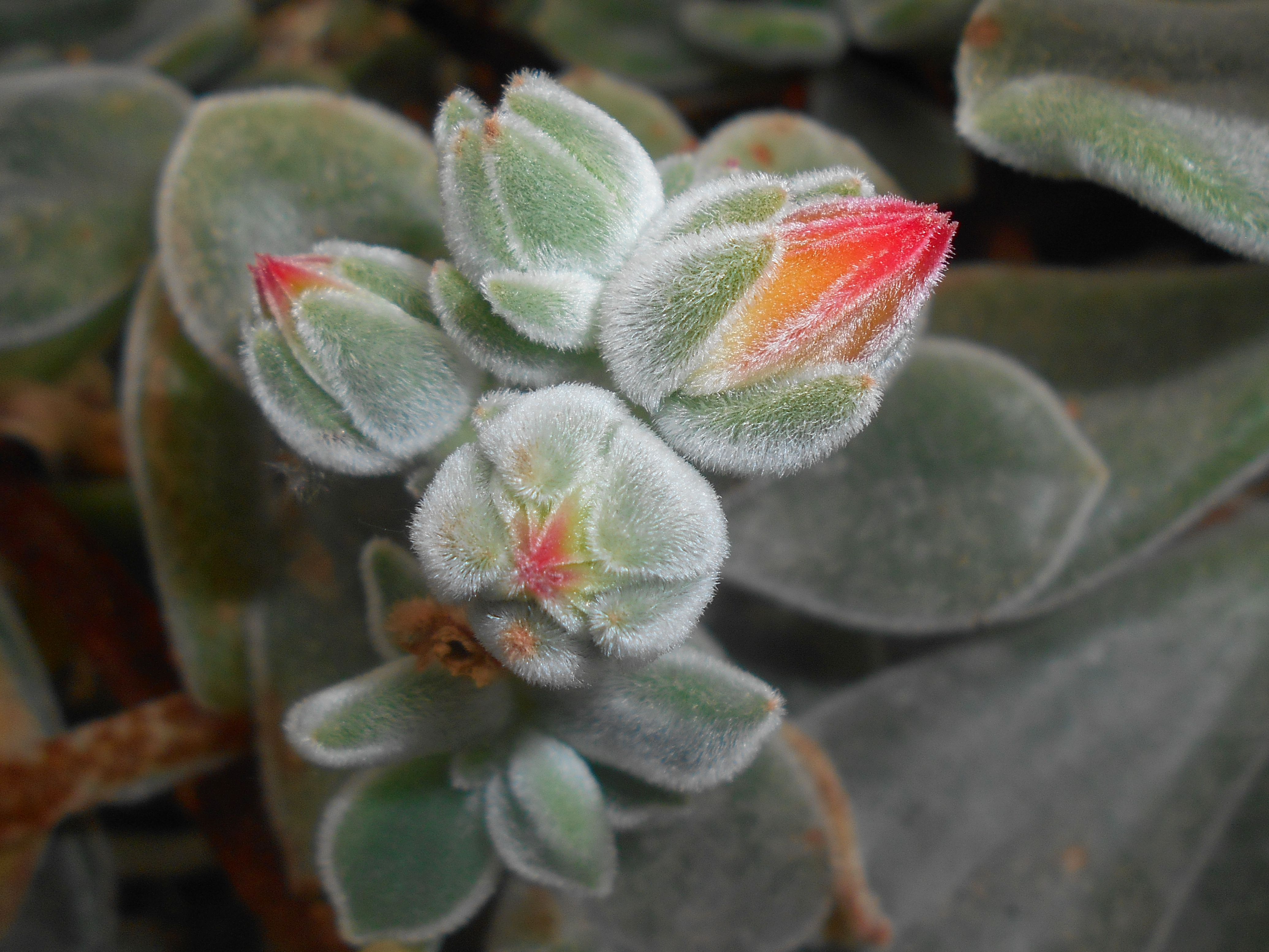
Echeveria pulvinata

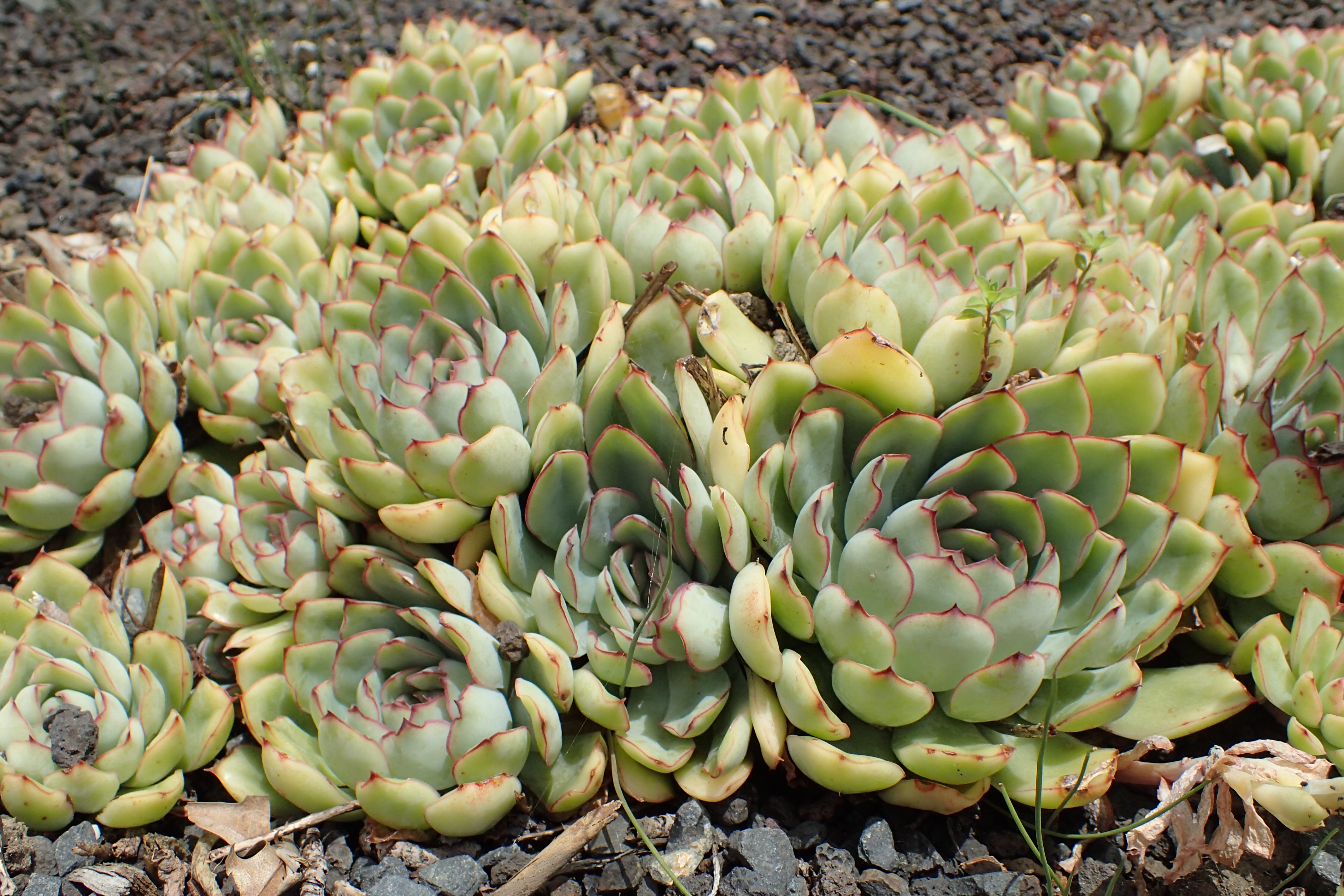
Echeveria pulidonis

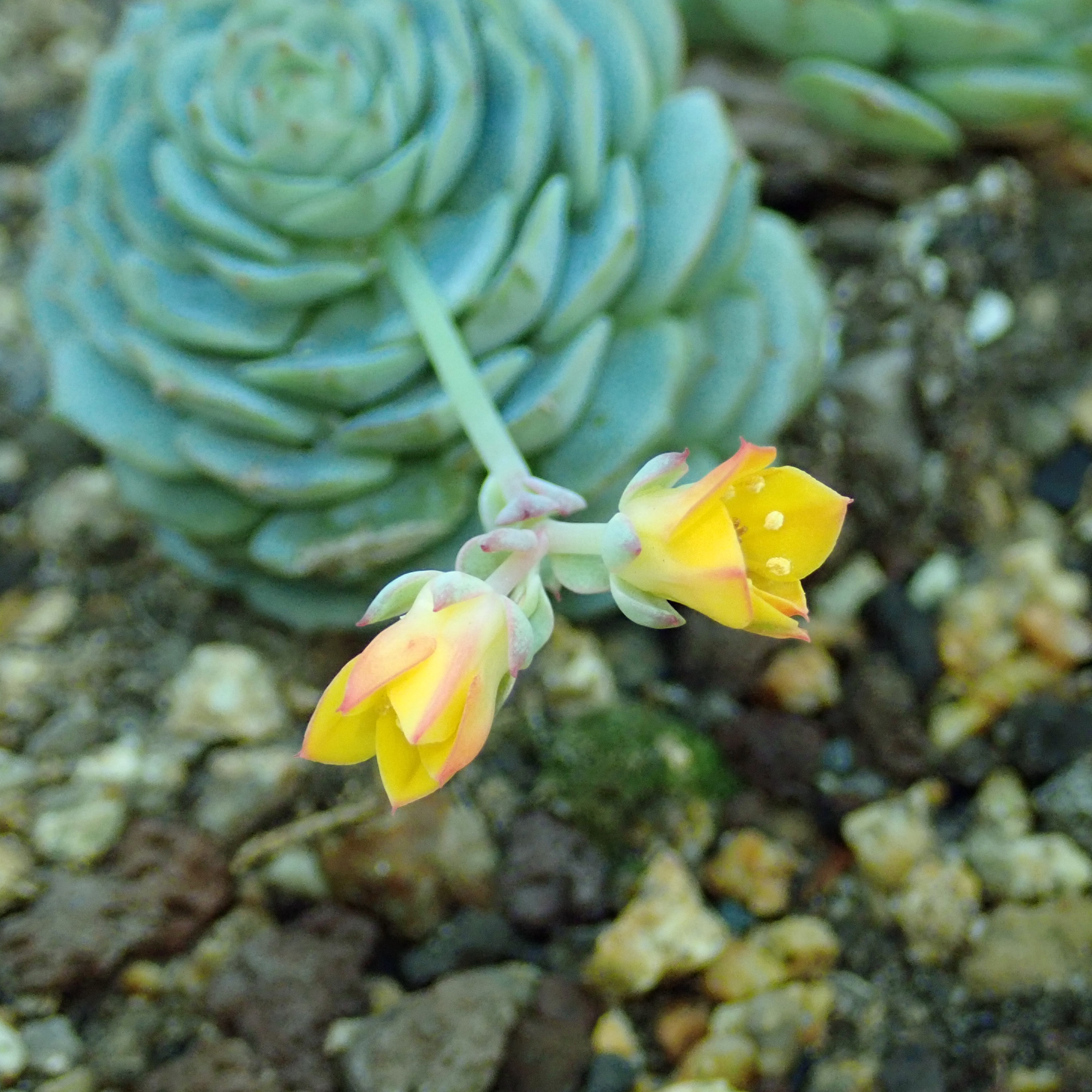
Echeveria derenbergii

Courantia Lem., Oliveranthus Rose, Oliverella Rose, Urbinia Rose
Pozycja systematyczna według Angiosperm Phylogeny Website (2001...)
Rodzaj Echeveria należy do podrodziny Sempervivoideae, rodziny gruboszowatych Crassulaceae, do rzędu skalnicowców (Saxifragales) i wraz z nim do okrytonasiennych. 
Pozycja w systemie Reveala (1993-1999)
Gromada okrytonasienne (Magnoliophyta Cronquist), podgromada Magnoliophytina Frohne & U. Jensen ex Reveal, klasa Rosopsida Batsch, podklasa różowe (Rosidae Takht.), nadrząd Saxifraganae Reveala, rząd skalnicowce (Saxifragales Dumort.), rodzina gruboszowate (Crassulaceae DC. in Lam. & DC.), rodzaj eszeweria (Echeveria DC.).
Wykaz gatunków
- Echeveria acutifolia Lindl.
- Echeveria affinis E.Walther
- Echeveria agavoides Lem.
- Echeveria alata Alexander
- Echeveria alpina E.Walther
- Echeveria amoena De Smet ex É.Morren
- Echeveria amphoralis E.Walther
- Echeveria andicola Pino
- Echeveria angustifolia E.Walther
- Echeveria argentinensis Hutchison ex Pino, R.Kiesling, W.Ale & Marquiegui
- Echeveria atropurpurea (Baker) É.Morren
- Echeveria australis Rose
- Echeveria bakeri Kimnach
- Echeveria ballsii E.Walther
- Echeveria bella Alexander
- Echeveria bicolor (Kunth) E.Walther
- Echeveria bifida Schltdl.
- Echeveria bifurcata Rose
- Echeveria brachetii J.Reyes & O.González
- Echeveria calderoniae Pérez-Calix
- Echeveria calycosa Moran
- Echeveria canaliculata Hook.f.
- Echeveria cante Glass & Mend.-Garc.
- Echeveria carminea Alexander
- Echeveria carnicolor (Baker) É.Morren
- Echeveria cerrograndensis A.Vázquez & Nieves
- Echeveria chapalensis Moran & C.H.Uhl
- Echeveria chazaroi Kimnach
- Echeveria chiapensis Rose ex Poelln.
- Echeveria chiclensis (Ball) A.Berger
- Echeveria chihuahuaensis Poelln.
- Echeveria chilonensis (Kuntze) E.Walther
- Echeveria coccinea (Cav.) DC.
- Echeveria cojitambensis Pino & Kabir Montesinos
- Echeveria colorata E.Walther
- Echeveria compressicaulis Eggli & N.P.Taylor
- Echeveria coppii Moran ex Gideon F.Sm. & Bischofb.
- Echeveria cornuta E.Walther
- Echeveria coruana I.García, D.Valentín & Costea
- Echeveria craigiana E.Walther
- Echeveria crassicaulis E.Walther
- Echeveria crenulata Rose
- Echeveria cuencaensis Poelln.
- Echeveria cuscoensis Pino, W.Galiano & P.Nuñez
- Echeveria cuspidata Rose
- Echeveria dactylifera E.Walther
- Echeveria decumbens Kimnach
- Echeveria deltoidea Pino & Vilcapoma
- Echeveria derenbergii J.A.Purpus
- Echeveria desmetiana De Smet ex É.Morren
- Echeveria diffractens Kimnach & A.B.Lau
- Echeveria elatior E.Walther
- Echeveria elegans Rose
- Echeveria erubescens E.Walther
- Echeveria eurychlamys (Diels) A.Berger
- Echeveria excelsa (Diels) A.Berger
- Echeveria fimbriata C.H.Thomps.
- Echeveria fruticosa Pino
- Echeveria fulgens Lem.
- Echeveria gibbiflora DC.
- Echeveria gigantea Rose & Purpus
- Echeveria globuliflora E.Walther
- Echeveria globulosa Moran
- Echeveria goldmanii Rose
- Echeveria gracilis Rose ex E.Walther
- Echeveria grandifolia Haw.
- Echeveria grisea E.Walther
- Echeveria guatemalensis Rose
- Echeveria gudeliana Véliz & García-Mend.
- Echeveria halbingeri E.Walther
- Echeveria harmsii J.F.Macbr.
- Echeveria helmutiana Kimnach
- Echeveria heterosepala Rose
- Echeveria humilis Rose
- Echeveria hyalina E.Walther
- Echeveria islasiae J.Reyes & L.E.Cruz-López
- Echeveria juarezensis E.Walther
- Echeveria juliana J.Reyes, O.González & Kristen
- Echeveria kimnachii J.Meyrán & Vega
- Echeveria krahnii Kimnach
- Echeveria kristenii L.E.Cruz-López & J.Reyes
- Echeveria laresensis Pino & Kamm
- Echeveria laui Moran & J.Meyrán
- Echeveria lilacina Kimnach & Moran
- Echeveria longiflora E.Walther
- Echeveria longipes E.Walther
- Echeveria longissima E.Walther
- Echeveria lozanoi Rose
- Echeveria lurida Haw.
- Echeveria lutea Rose
- Echeveria lyonsii Kimnach
- Echeveria macdougallii E.Walther
- Echeveria macrantha Standl. & Steyerm.
- Echeveria marianae I.García & Costea
- Echeveria maxonii Rose
- Echeveria megacalyx E.Walther
- Echeveria meyraniana E.Walther
- Echeveria michihuacana L.E.Cruz-López, Reyes & Verg.-Silva
- Echeveria microcalyx Britton & Rose
- Echeveria minima J.Meyrán
- Echeveria mondragoniana J.Reyes & Brachet
- Echeveria montana Rose
- Echeveria moranii E.Walther
- Echeveria mucronata Schltdl.
- Echeveria multicaulis Rose
- Echeveria multicolor C.H.Uhl
- Echeveria munizii Padilla-Lepe & A.Vázquez
- Echeveria nayaritensis Kimnach
- Echeveria nebularum Moran & Kimnach
- Echeveria nodulosa (Baker) Ed.Otto
- Echeveria novogaliciana J.Reyes, Brachet & O.González
- Echeveria nuda Lindl.
- Echeveria nuyooensis J.Reyes & Islas
- Echeveria ochoae Pino & W.Galiano
- Echeveria olivacea Moran
- Echeveria omiltemiana Matuda
- Echeveria oreophila Kimnach
- Echeveria pallida E.Walther
- Echeveria palmeri Rose
- Echeveria paniculata A.Gray
- Echeveria papillosa Kimnach & C.H.Uhl
- Echeveria patriotica I.García & Pérez-Calix
- Echeveria penduliflora E.Walther
- Echeveria pendulosa Kimnach & C.H.Uhl
- Echeveria perezcalixii Jimeno-Sevilla & P.Carrillo
- Echeveria peruviana Meyen
- Echeveria pilosa J.A.Purpus
- Echeveria pinetorum Rose
- Echeveria pistioides I.García, I.Torres & Costea
- Echeveria pittieri Rose
- Echeveria platyphylla Rose
- Echeveria potosina E.Walther
- Echeveria pringlei (S.Watson) Rose
- Echeveria procera Moran
- Echeveria prolifica Moran & J.Meyrán
- Echeveria proxima E.Walther
- Echeveria prunina Kimnach & Moran
- Echeveria pubescens Schltdl.
- Echeveria pulidonis E.Walther
- Echeveria pulvinata Rose
- Echeveria purhepecha I.García
- Echeveria purpusiorum A.Berger
- Echeveria quitensis (Kunth) Lindl.
- Echeveria racemosa Schltdl. & Cham.
- Echeveria rauschii Keppel
- Echeveria reglensis E.Walther
- Echeveria rodolfoi Mart.-Aval. & Mora-Olivo
- Echeveria rosea Lindl.
- Echeveria roseiflora J.Reyes & O.González
- Echeveria rubromarginata Rose
- Echeveria rulfiana Jimeno-Sevilla, Santana Mich. & P.Carrillo
- Echeveria runyonii Rose
- Echeveria saltensis Pino, W.Ale & Marquiegui
- Echeveria × sayulensis E.Walther
- Echeveria schaffneri (S.Watson) Rose
- Echeveria scheeri Lindl.
- Echeveria secunda Booth ex Lindl. – eszeweria błękitna
- Echeveria semivestita Moran
- Echeveria sessiliflora Rose
- Echeveria setosa Rose & Purpus – eszeweria omszona
- Echeveria shaviana E.Walther
- Echeveria skinneri E.Walther
- Echeveria sonianevadensis A.Vázquez, Jimeno-Sevilla & I.García
- Echeveria spectabilis Alexander
- Echeveria steyermarkii Standl.
- Echeveria stolonifera (Baker) Ed.Otto
- Echeveria strictiflora A.Gray
- Echeveria subalpina Rose & Purpus
- Echeveria subcorymbosa Kimnach & Moran
- Echeveria subrigida (B.L.Rob. & Seaton) Rose
- Echeveria tabaconasensis Pino & Novoa
- Echeveria tamaulipana Mart.-Aval., Mora-Olivo & M.Terry
- Echeveria tencho Moran & C.H.Uhl
- Echeveria tenuifolia E.Walther
- Echeveria tenuis Rose
- Echeveria teretifolia DC.
- Echeveria tobarensis (Rose) A.Berger
- Echeveria tolimanensis Matuda
- Echeveria tolucensis Rose
- Echeveria trianthina Rose
- Echeveria triquiana J.Reyes & Brachet
- Echeveria turgida Rose
- Echeveria uhlii J.Meyrán
- Echeveria unguiculata Kimnach
- Echeveria utcubambensis Hutchison ex Kimnach
- Echeveria uxorum Jimeno-Sevilla & Cházaro
- Echeveria valvata Moran
- Echeveria vanvlietii Keppel
- Echeveria violescens E.Walther
- Echeveria viridissima E.Walther
- Echeveria vulcanicola Pino, Montesinos & Matusz.
- Echeveria walpoleana Rose
- Echeveria waltheri Moran & J.Meyrán
- Echeveria westii E.Walther
- Echeveria whitei Rose
- Echeveria wurdackii Hutchison ex Kimnach
- Echeveria xichuensis L.G.López & J.Reyes
- Echeveria xochipalensis J.Reyes, L.E.Cruz-López & Verg.-Silva
- Echeveria yalmanantlanensis A.Vázquez & Cházaro
- Echeveria zorzaniana J.Reyes & Brachet

## Uprawa
Eszewerie preferują miejsca nasłonecznione, wtedy ich liście intensywniej się wybarwiają. Eszewerie ładnie prezentują się również na skalniakach. W klimacie umiarkowanym przed zimą, gdzie temperatura spada poniżej 5 °C, eszewerie należy przenieść do pomieszczeń (mogą rosnąć np. na parapecie od strony południowej). 
Eszewerie są roślinami mało wymagającymi – nie należy ich często podlewać (w czasie wiosny i lata podlewa się je co dwa tygodnie, w czasie upałów raz w tygodniu, zimą podlewanie eszewerii ograniczyć należy do około jednego razu w miesiącu, jeżeli stoi w chłodnym miejscu, w cieplejszym podlewa się je co drugi tydzień).